# Шерякино
Шерякино — деревня в Марёвском муниципальном районе Новгородской области, входит в состав Молвотицкого сельского поселения.

## География
Деревня расположена на Валдайской возвышенности, восточнее административного центра сельского поселения — села Молвотицы, на правобережье реки Котовка (приток Щеберехи).

## История
В списке населённых мест Демянского уезда Новгородской губернии за 1909 год деревня Шерякино, указана на земле Гоголинского сельского общества, на территории Польской волости; число жителей — 121, дворов — 26, в деревне тогда был хлебозапасный магазин. По постановлению ВЦИК от 3 апреля 1924 года Польская волость была упразднена, а Шерякино вошло в состав Молвотицкой волости. Население деревни Шерякино по переписи населения 1926 года — 134 человека. Затем, с августа 1927 года, деревня Шерякино в составе Конищенского сельсовета новообразованного Молвотицкого района новообразованного Новгородского округа в составе переименованной из Северо-Западной в Ленинградскую области. В ноябре 1928 года Конищенский сельсовет был упразднён, а Шерякино вошло в состав Линьевского сельсовета. По постановлению ЦИК и СНК СССР от 23 июля 1930 года Новгородский округ был упразднён, а район перешёл в прямое подчинение Леноблисполкому. Германская оккупация — в конце 1941 года. Указом Президиума Верховного Совета РСФСР от 19 февраля 1944 года райцентр Молвотицкого района был перенесён из села Молвотицы в село Марёво. Указом Президиума Верховного Совета СССР от 5 июля 1944 года была образована Новгородская область и Молвотицкий район вошёл в её состав.
Решением Новгородского облисполкома № 933 от 13 октября 1960 года Шерякино из Линьевского (Линского) сельсовета было передано в Молвотицкий сельсовет, затем решением Новгородского облисполкома № 345 от 12 апреля 1961 года деревня Шерякино, в числе прочих, из Молвотицкого сельсовета была перечислена в состав Линьевского (Линского) сельсовета, центр Линьевского (Линского) сельсовета был перенесён из деревни Поля в деревню Горное, а Линьевский (Линский) сельсовет был переименован в Горный.
Во время неудавшейся всесоюзной реформы по делению на сельские и промышленные районы и парторганизации, в соответствии с решениями ноябрьского (1962 года) пленума ЦК КПСС «о перестройке партийного руководства народным хозяйством» с 10 декабря 1962 года был образован крупный Демянский сельский район, а административный Молвотицкий район 1 февраля 1963 года был упразднён. Горный сельсовет тогда вошёл в состав Демянского сельского района. Пленум ЦК КПСС, состоявшийся 16 ноября 1964 года восстановил прежний принцип партийного руководства народным хозяйством, после чего Указом Верховного Совета РСФСР от 12 января 1965 года сельские районы были преобразованы вновь в административные районы и решением Новгородского облисполкома № 6 от 14 января 1965 года Горный сельсовет и деревня в Демянском районе. В соответствии с решением Новгородского облисполкома № 706 от 31 декабря 1966 года Горный сельсовет и деревня из Демянского района были переданы во вновь созданный Марёвский район.
После прекращения деятельности Горного сельского Совета в начале 1990-х стала действовать Администрация Горного сельсовета, которая была упразднена в начале 2006 года и деревня Шерякино, по результатам муниципальной реформы входила в состав муниципального образования — Горное сельское поселение Марёвского муниципального района (местное самоуправление), по административно-территориальному устройству была подчинена администрации Горного сельского поселения Марёвского района. С 12 апреля 2010 года после упразднения Горного сельского поселения Шерякино в составе Молвотицкого сельского поселения.

## Население
| 2010 | 2012 | 2013 | 2014 | 2015 | 2016 |
| ---- | ---- | ---- | ---- | ---- | ---- |
| 4    | ↘3   | ↘2   | →2   | ↘1   | →1   |

### Национальный состав
По переписи населения 2002 года, в деревне Шерякино проживали 9 человек (78 % русские)

## Инфраструктура
В деревне одна улица — Дачная.